# Víktor Kirpichov

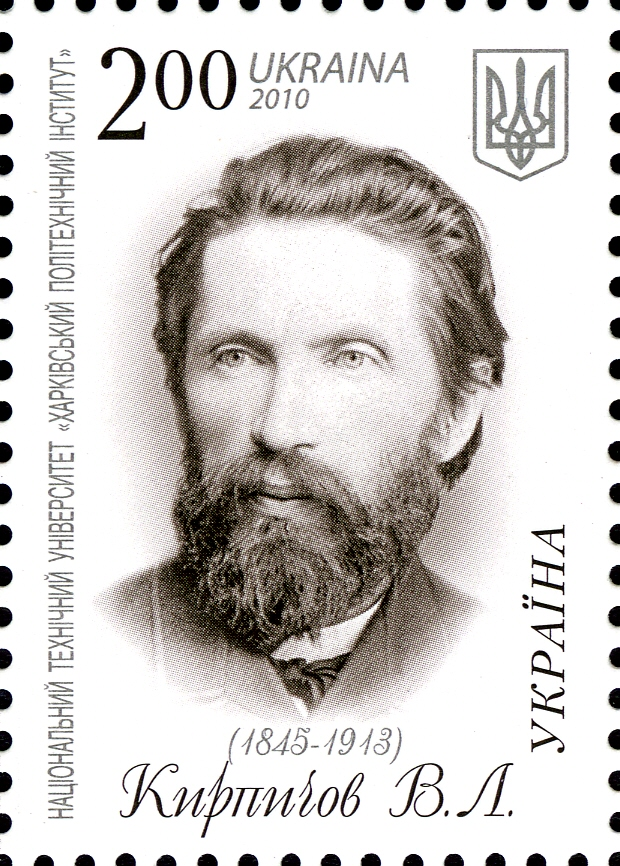
Kirpichov en un sello de Ucrania de 2010.

Víktor Lvóvich Kirpichov (en ucraniano: Ві́ктор Льво́вич Кирпичо́в; en ruso: Ви́ктор Льво́вич Кирпичё́в) (26 de septiembrejul./ 8 de octubre de 1845greg., San Petersburgo–7 de octubrejul./ 20 de octubre de 1913greg., San Petersburgo) fue un ingeniero, físico y organizador educativo ruso, conocido especialmente por su trabajo en mecánica aplicada y mecánica estructural, así como por establecer los fundamentos de la educación técnica en el Imperio ruso.

## Biografía
Víktor Kirpichov nació en San Petersburgo en 1845 en el seno de una gran familia. Sus padres eran Lev Matvéyevich Kirpichov y Yelena Konstantínovna Kirpichova (de soltera, Brun).
Víktor Kirpichov se graduó de la Escuela Militar de Polotsk en 1862 y de la Academia Mijailovski de Artillería de San Petersburgo en 1863. Entre 1863 y 1870, impartió clases de ciencia de materiales y mecánica en la Academia Militar de Kronstadt. En 1873, fue estudiante posdoctoral de Gustav Kirchhoff en Alemania. Después de aquello, fue profesor en el Instituto Tecnológico Estatal de San Petersburgo. En 1882, fue el responsable de la investigación del accidente ferroviario de Borki.

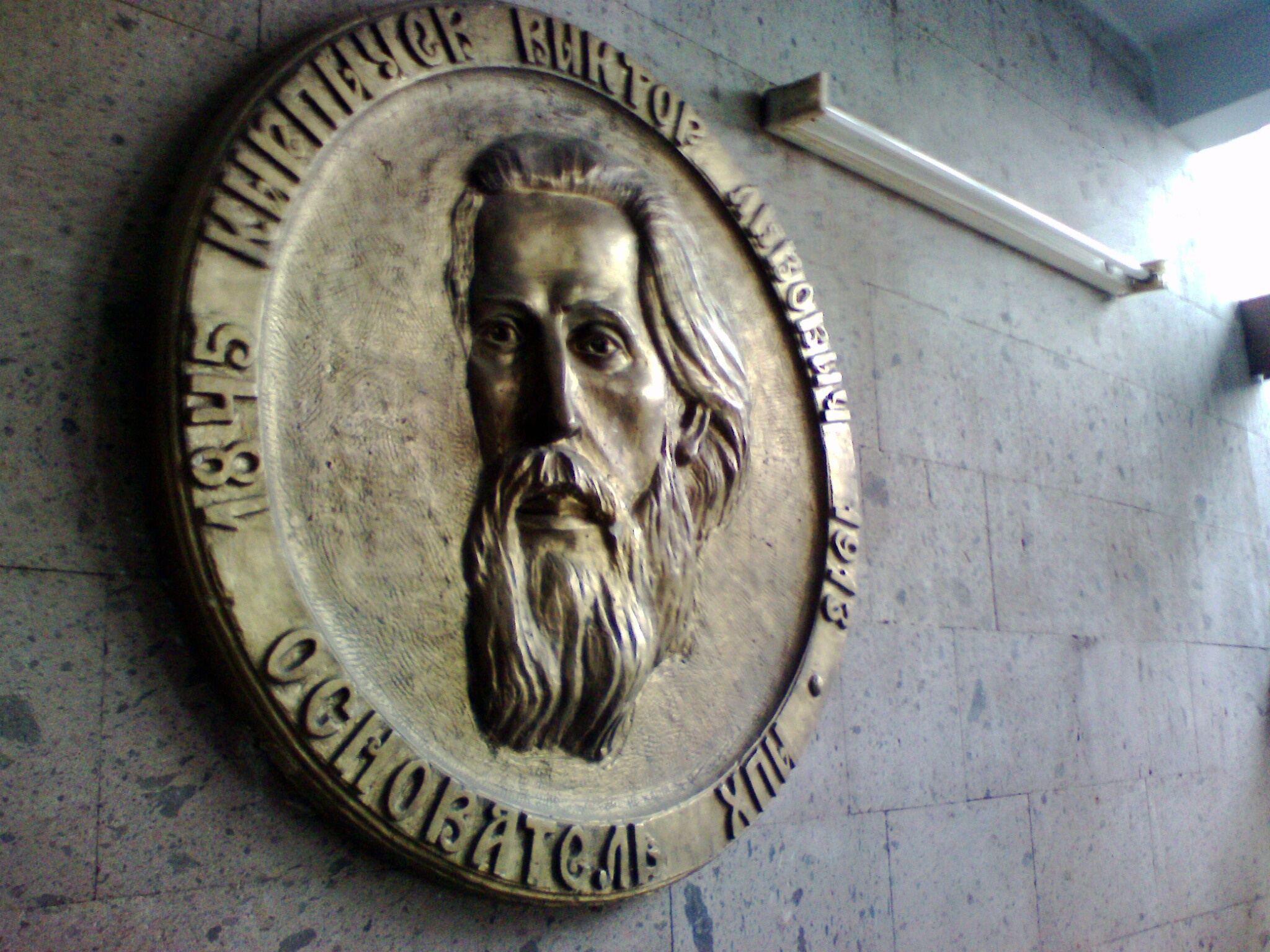
Placa en honor a Kirpichov en el edificio del Instituto Politécnico de Járkov.

En 1885, se trasladó a Ucrania, entonces parte del Imperio ruso. Allí, fue fundador y primer rector de dos universidades técnicas: el Instituto Politécnico de Járkov (rector entre 1885 y 1898) y el Instituto Politécnico de Kiev (rector entre 1898 y 1902). Fundar estas universidades fue parte de un amplio programa de educación técnica establecido por Dmitri Mendeléyev. Kirpichov fue uno de los principales impulsores de este programa, siendo miembro de un comité de trabajo para la elaboración de un plan de formación profesional (1884) y de otro comité de trabajo para la educación superior (1897).
En 1893, Kirpichov fue invitado a los Estados Unidos, donde participó en la Exposición Mundial Colombina de Chicago y visitó numerosas instalaciones de ingeniería.
Durante sus últimos años, Kirpichov regresó a San Petersburgo, donde enseñó mecánica aplicada en el Instituto Tecnológico de San Petersburgo. Fue reconocido como profesor honorario del Instituto Politécnico de Kiev hasta el final de su vida.
Fue enterrado en el Cementerio Vólkovo, en San Petersburgo.